# Pyrgacris
Famille
Genre
Pyrgacris est un genre d'insectes orthoptères, le seul de la famille des Pyrgacrididae.

## Distribution
Les espèces de ce genre sont endémiques des Mascareignes.

## Liste des espèces
Selon Orthoptera Species File (21 juillet 2018) :
- Pyrgacris descampsi Kevan, 1976
- Pyrgacris relictus Descamps, 1968

## Publication originale
- Descamps, 1968 : Un Acridoide relique des Mascareignes (Orth. Acridoidea). Bulletin de la Société Entomologique de France, vol. 73, p. 31-36.
- Kevan, 1974 : The phallic musculature of Pyrgomorphidae with particular reference to Atractomorpha sinensis sinensis Bolivar, and notes on the family Tristiridae and the subfamily Pyrgacridinae nov. (Orthoptera: Acridoidea). Acrida, vol. 3, no 4, p. 247-265.